# ایوون روئگ
ایوون روئگ (انگلیسی: Yvonne Rüegg؛ زادهٔ ۲ اوت ۱۹۳۸) اسکی‌باز آلپاین اهل سوئیس بود. وی در بازی‌های المپیک زمستانی ۱۹۶۰ مدال طلا کسب کرد.